# Phường 10, Quận 3
Phường 10 là một phường cũ thuộc Quận 3, Thành phố Hồ Chí Minh, Việt Nam.
Phường 10 có diện tích 0,16 km², dân số năm 2021 là 9.132 người,  mật độ dân số đạt 57.075 người/km².
Đến ngày 1 tháng 1 năm 2025, phường 10 chính thức bị giải thể và sáp nhập vào phường 9 thuộc Quận 3.